# Leionema nudum
Leionema nudum är en vinruteväxtart som först beskrevs av William Jackson Hooker, och fick sitt nu gällande namn av Paul G. Wilson. Leionema nudum ingår i släktet Leionema och familjen vinruteväxter. Inga underarter finns listade i Catalogue of Life.